# مانجاکاتومپو
مانجاکاتومپو (به لاتین: Manjakatompo) یک منطقهٔ مسکونی در ماداگاسکار است که در بخش امباتولامپی واقع شده‌است. مانجاکاتومپو ۶٬۰۰۰ نفر جمعیت دارد و ۱٬۵۵۲ متر بالاتر از سطح دریا واقع شده‌است.